# 회인원
회인원(懷仁園)은 대한제국의 마지막 회은황세손 이구의 원(園)이며, 남양주시 금곡동 홍유릉 권역 내 영원 옆에 자리잡고 있다. 2005년 일본에서 훙서하자 창덕궁 낙선재으로 운구해 안치하였다가 국장을 지내고, 이해 문화재청과 전주이씨대동종약원의 주최로 남양주시 금곡동 홍유릉 권역 내 영원 옆에 예장하였다.